# Bobby Black
Bobby Black (1927 – 4 juni 2012) was een Schots voetballer die als aanvaller speelde. Hij speelde 346 wedstrijden voor Queen of the South in de periode van 1952 en 1961 en speelde ook voor East Fife. 